# Akciza
Akciza je poseban oblik poreza na promet i jedan od najstarijih poreznih oblika. Naziv datira iz 16. veka kada su u Holandiji oporezivali pivo, alkoholna pića, so i šećer posebnim porezom koji su zvali excijsen. Proizvodi koji se oporezuju akcizama najčešće su cigarete, alkoholna pića i naftni derivati. Akcizama se oporezuju proizvodi sa neelastičnom potražnjom, a porezni obveznici su proizvođači i uvoznici. Porezna osnovica je određena mernom jedinicom (kilogram, litar i sl), a iznosi su u apsolutnim vrednostima (npr. 10 dinara na 1 kg kafe). Na cenu proizvoda se dodaje iznos akcize, a na taj iznos se onda obračunava PDV. Pivari bi dobijali papir sa markicama, sekli ih na pojedinačne markice, odlepili ih, i zalepili preko čepa bureta sa pivom kako bi se markice uništile kada se istoči bure.]]
Akciza je vrsta poreza na proizvedenu robu koji se naplaćuje tokom proizvodnje, a ne prilikom prodaje. Često se povezuje sa pojmom carine (koja se naplaćuje na robu koja se prevozi preko kontrolisanih graničnih prelaza, prilikom uvoza ili izvoza) . Sada možemo napraviti razliku između ova dva pojma: carina se, kao oblik poreza, naplaćuje na već postojeću robu - oporeziva roba - na kontrolisanom graničnom prelazu, dok se akciza naplaćuje na robu unutar države u kojoj je proizvedena.
Iako se pojam akcize često poistovećuje sa pojmom poreza, ona samo predstavlja njegov specifičan oblik. Zapravo, porez se naplaćuje pojedincu ( tačnije, određuje se koliki bi taj iznos mogao biti), dok se akciza naplaćuje na određenu robu. Akciza predstavlja indirektno oporezivanje, što znači da se od prodavca ili proizvođača robe (proizvoda i uluga) koji plaća nadoknadu državi očekuje da poveća prodajnu cenu kako bi nadoknadio svoj gubitak. Akcize se obično nameću kao dodatak na druge indirektne poreze, kao što su porez na promet ili PDV. Uglavnom, one se razlikuju od ovih vrsta indirektnih poreza po sledećem:
1. Akciza je porez na jedinicu proizvoda, odnosno postoji tačno određen iznos za količinu ili jedinicu nekog kupljenog proizvoda, dok su porez na promet ili PDV ad vаlоrem porezi i proporcijalni su ceni robe
2. Akciza se obično vezuje za uski asortiman proizvoda
3. Akciza je obično skuplja i zauzima veći udeo u prodajnoj ceni naznačenih proizvoda

Tipični primeri akciza su porez na benzin i ostala goriva, porez na cigare i alkohol ( zbog čega se ponekad i nazivaju porezom na poroke).

## Istorija i objašnjenje akcize
Reč akciza je izvedena iz holandske reči accijns, koja potiče od latinske reči accensare što znači „oporezivati“.
Akciza se pojavljuje sredinom 17. veka za vreme Puritanizma. Na Britanskim ostrvima, ubrzo tokom obnove monarhije, mnoga društvena ograničenja koja su do tada postojala bila su promenjena, međutim akciza je ponovo uvedena u Zakon o ukidanju najamnine (Tenures Abolition Act) 1660. godine kao kirija za zakup poseda, koji pripada kraljevskoj porodici, koja će kasnije postati feudalna obaveza. Pošto je broj poseda bio ograničen, akcize su se naplaćivale i na druge stvari; u to vreme smatralo se da postoji gruba veza između imućnih proizvođača oporezivane robe i imućnih zakupnika kraljevskog poseda.
Naplaćivanje akciza je nastavilo da bude sredstvo kojim su se ostvarivali kako politički, tako i finansijski ciljevi. Nametnute su kako bi se poboljšala javna bezbednost i zdravlje, društveni moral, zaštita životne sredine i nacionalna bezbednost. U odbranu oporezivanju žestokih pića akcizom Adam Smit je napisao sledeće: „ Već neko vreme politika Velike Britanije je orijentisana ka smanjenju konzumiranja alkoholnih pića, zbog tendencije da ono ljudima naruši zdravlje i da ih demorališe“. Samjuel Džonson je bio stroži po ovom pitanju, pa je u svom dnevniku 1755. godine zapisao sledeće:
„Akcize – toliko omraženi porez na robu o kome ne odlučuju sudije, već bednici koji su unajmljeni od strane onih kojima se akcize isplaćuju.“
Kao način za odvraćanje, akcize su uglavnom usmerene na tri kategorije koje štete:
- one koje ugrožavaju zdravlje zbog toksičnih supstanci ( što ih čini vrstom poreza na društveno nepoželjnu robu, obično se odnosi na cigare i alkohol)
- imaju štetni uticaj na životnu sredinu ( na ovaj način deluje kao zeleni porez); obično se odnosi na fosilna goriva ( kao na primer benzin )
- one koje imaju loš uticaj na društvo / moralno neprihvatljive aktivnosti ( što ga čini vrstom poreza na porok ); uglavnom se odnose na kockanje, ali mogu obuhvatiti i prostituciju ( uključujući podsticanje i zavođenje) na mestima gde je ona legalna

Novac koji je prikupljen oporezivanjem akcizama se može koristiti kao nadoknada za određene društvene troškove koji su povezani sa proizvodom ili uslugom na koje se akcize naplaćuju. Na primer, prihod od oporezivanja cigareta se može koristiti za kampanje koje država sprovodi protiv pušenja ili za lečenje raka, kardiovaskularnih oboljenja, bolesti pluća i tako dalje.
U nekim državama, se akcize na robu naplaćuju isključivo kao kaznene mere. Mnoge američke zemlje nameću akcize na ilegalne supstance i ovakvo oporezivanje se ne smatra izvorom prihoda države, već se koristi kako bi se sprovele strože kaznene mere, podižući optužbe protiv osumnjičenih za utaju poreza.

## Roba koja se oporezuje

### Cigarete, alkohol i benzin
Ovo su tri osnovne grupe koje se oporezuju akcizama u većini država. To su proizvodi koji se masovno svakodnevno upotrebljavaju ( čak se nekad doživljavaju i kao „neophodni“) i koji donose značajan prihod vladama. Prve dve grupe se smatraju legalnim drogama, koje su uzročnici mnogih bolesti ( kao što su rak pluća, ciroza jetre) i koje koristi veliki deo društva, a za koje je poznato da stvaraju zavisnost. Benzin (ili gas), kao i dizel i druga goriva, se takođe oporezuju akcizama, uglavnom zbog štetnog uticaja koja imaju na životnu sredinu; tako prikupljena sredstva se koriste za poboljšanje saobraćajne infrastrukture.

### Droga
Neke države u Americi uvele su porez na ilegalne supstance.

### Kockanje
Licence za kockanje u mnogim zemljama podležu akcizama. U 18. veku u Engleskoj, i na kratko u Britanskoj Severnoj Americi, kockanje je, samo po sebi, bilo predmet oporezivanja, čije se oporezivanje vršilo na isti način kao i oporezivanje dokumenata, tako što bi pečat koji predstavlja potvrdu da je porez plaćen, bio utisnut na kartu jedinica pik u svakom pakovanju karata, kao dokaz da je obaveza izmirena ( što objašnjava složen dizajn, koji je postojao na karti u mnogim pakovanjima). U početku pečat se koristio samo za dokumenta ( u tu kategorije spadaju i karte), a kasnije i za kockicekockice (što ih čini jedinim predmetom pored dokumenata koji mora imati pečat po zakonu – Stamp Act 1765 ). Zbog oporezivanja i karata i kockica, može se smatrati da je postojala direktna akciza na kockanje.
Profit kladionica u Velikoj Britaniji je takođe predmet Opšteg kockarskog oporezivanja.

### Prostitucija
U kanadskom parlamentu je 2005. godine predloženo da prostitucija podleže ovom načinu oporezivanja na posebnim računima, a 2009. je u Nevadi formulisano da :
- 5.5 Uvođenje akciza na prostituciju, javne kuće se oporezuju (Kanada)[7]
- “Akciza se uvodi za svakoga ko koristi usluge prostitucije u iznosu od 5$ za svaki dan ili deo dana kada korisnik koristi usluge prostitucije " ( Nevada ) [6]

Kanadski poslanici su kao razlog za uvođenje poreza u gore navedena poslovanjima naveli povećanje finansijskih sredstava za policijsku zaštitu i zdravstveno osiguranje prostitutki – mada postoji i dosta razloga protiv ovih mera.

### Ostala roba

#### So, papir i kafa
Jedan od najpoznatijih poreza u celoj istoriji je Francuski porez na so. Iako je to više bio porez nego akciza, u nekim zemljama se so dovodila u vezu sa akcizom zajedno sa papirom i kafom, kao i mnogim drugim namirnicama, što bi u današnje vreme bilo neuobičajeno . Zapravo, so je bila oporezivana od drugog do dvadesetog veka.
	Mnogo je različitih razloga navedeno za oporezivanje takvih supstanci, uglavnom - ako ne eksplicitno dat - ono se javljalo kao posledica oskudice tih namirnica i njihove velike vrednosti u datom trenutku; vlade su smatrale da imaju puno pravo na deo profita koji su trgovci ostvarili na njima.

#### Porez na prozor (i slično)
Porez na prozor je uveden kao deo poreza na dohodak, kako bi se zadržala prava neizmenjena finansijska situacija pojedinaca, jer bi bogatiji pojedinci imali veće domove i stoga bi imali i više prozora, a za razliku od prihoda, prozori se ne mogu lako sakriti. Porezi koji funkcionišu na sličan način su i porez na ognjište, porez na cigle i porez na tapete. Akciza se naplaćuje na mestu proizvodnje. U slučaju poreza na ognjište i poreza na prozore, status akcize zavisi od toga da li se filozofski može reći da prozor/ognjište zaista postoji pre nego što se ognjište/prozor uvede u vlasništvo. Iako su formalno predstavljali akcizu, ovi porezi su zapravo bili samo zamena za direktne poreze, pre nego uobičajen razlog za akcizu.
Svi ovi porezi dovodili su do izbegavanja plaćanja, što je imalo značajan uticaj na društvo i arhitekturu. Ljudi su namerno zazidavali prozore kako bi izbegli porez na prozore. Koristili su mnogo veće cigle kako bi smanjili iznos za plaćanje poreza na ciglu, ili kupili običan papir i kasnije ga popunili da bi izbegli porez na tapete. Neki od siromašnijih ljudi su čak živeli u hladnim i mračnim prostorijama, kako bi izbegli plaćanje tih poreza. Nasuprot tome, pojedini bogataši bi naglašavali svoju sposobnost da plate porez. Kao način da pokažu svoje bogatstvo, na svojim imanjima bi ugrađivali što više prozora, čak bi postavljali i neke lažne, koristili finu ciglu, pokrivali njihove enterijere tapetama i posedovali nekoliko kamina u svakoj sobi.

#### Novine i reklame
Novine su se oporezivale u Velikoj Britaniji od 1712. do 1853. godine. Prvobitan porez povećan je Zakonom o žigovima iz 1814. godine, kojim je predviđeno četiri penija po kopiji. S obzirom da je to bilo izuzetno skupo za porodice radničke klase (udvostručena je cena novina), taj porez je u negativnom kontekstu nazvan "porezom na znanje”.Ljudi su bili primorani da iznajmljuju novine po satu ,a neki su pak skupljali novac kako bi ih kupili i delili. To je dovelo do toga da su čak i stare novine bile veoma tražene.
Obaveza oglašavanja je takođe bila propisana istim zakonom i naplaćivana je "po jedinici", bez obzira na veličinu ili prirodu oglasa. Do 1883. godine cena je bila tri šilinga i šest penija, nakon čega je smanjena na jedan šiling i šest penija.

## Mehanizmi implementacije
Proizvodi pod akcizom se najčešće obeležavaju posebnom markicom. U slučaju alkohola ili duvana, proizvođačima mogu biti date velike količine ovih markica ili oni mogu biti prinuđeni, od strane države, da ih kupe u velikim količinama; nakon čega se od proizvođača očekuje da markice zalepe na svaku pojedinačnu ambalažu alkohola ili duvana.
Jedan od najinteresantnijih primera ovih mera se vidi u špilu karata, gde je kec pik imao komplikovan dezen, koji je nastao dok su se karte naplaćivale sa carinom na karte.
Još jedan od načina kako su se države postarale da akciza bude naplaćena je monopol nad tim tržištima u vlasništvu države.

## Akcize širom sveta

### Australija
Australijski zavod za poreze opisuje akcizu kao porez koji se naplaćuje na pojedine proizvode napravljene u Australiji. U ove proizvode se ubrajaju: alkoholna pića, duvanski proizvodi, fosilna goriva i alternativna goriva.
U Australiji termin akciza nije samo akademskog karaktera, nego je bio i predmet polemike na sudu nekoliko puta. Australijski vrhovni sud je u više navrata naglasio da porez može biti akciza nevezano sa time da li je proizvod domaće ili inostrane proizvodnje; najskorije na sudu Novog Južnog Velsa većina je izglasala da je akciza porez unutar države koji se naplaćuje "na određen korak u proizvodnji, prodaji ili distribuciji dobara", gde su zauzeli širok stav što se tiče definicije tog koraka, koji ako ga je moguće oporezovati, postaje akciza.

### Kanada
U Kanadi i provincijalna i federalna vlada naplaćuju akcizne poreze na neelastična dobra kao što su cigarete, gorivo, alkohol i klima uređaji za motorna vozila. Veći deo cene cigareta i alkohola je zapravo iznos akcize. Porez na klima uređaje za vozila je trenutno 100 dolara po jedinici. Kanada je jedna od država sa najvećom poreznom stopom na cigarete i alkohol na svetu. Nazivaju se još i porezi na grehe.

### Nemačka
U Nemačkoj akciza se naplaćuje na sledeći način:
- Energenti:
- Benzin: €0.6545 /l (c. €0.073 /kWh)
- Dizel: €0.4704 /l (c. €0.047 /kWh)
- TNG: €0.166 /kg (c. €0.0896 /l or €0.0129 /kWh)
- KPG: €0.1803 /kg (c. €0.0139 /kWh)
- Ulje za grejanje: €0.13 /kg (c. €0.0119 /kWh)
- Struja:	Standardna: €0.0205 /kWh, за vozove, tramvaje itd. : €0.01142 /kWh
- Nuklearno gorivo: €145 /g
- Međuproizvodi/poluproizvodi namenjeni za dalju proizvodnju alkoholnih pića:
- Standardna: €1.53 /l
- Sa procentom alkohola <15%: €1.02 /l
- Poluproizvodi namenjeni za proizvodnju šampanjca: €1.36 /l
- Cigarete: €0.0982 /cigarette + 21.69%
- Duvan za lule: €15.66 /kg + 13.13%
- Tompusi: €0.014 /cigar + 1.47%
- Kafa: Pečena: €2.19 /kg, Instant: €4.78 /kg
- Pivo: €0.094 /l
- Šampanjac: Sa procentom alkohola <6%: €0.51 /l, са procentom alkohola >=6%: €1.36 /l
- Alkopops

### Indija
Proizvodi koji ispunjavaju sledeće uslove su u Indiji oporezivani akcizom:
- Mora postojati proizvođač
- Proizvođač mora biti iz Indije
- Proizvodnja za rezultat treba da daje dobra
- Ova dobra su automatski podložna akcizi(ova dobra moraju biti navedena u Zakonu o centralnoj akciznoj tarifi, 1985)

### Ujedinjeno Kraljevstvo
U Ujedinjenom Kraljevstvu se pojavljuju sledeći oblici akcize:
- Porez za putnike koji lete (Zakon o finansijama 1994)
- Naplata za agregate (Zakon o finansijama 2001)
- Porez na alkoholna pića (porez na pivo, porez na vino, porez na sajdere, porez na žestinu)( Zakon o oporezivanju alkoholnih pića 1979)
- Porez na Bingo (Zakon o oporezivanju kladionica i kockanja 1981)
- Naplata za menjanje klime (Zakon o finansijama 2012)
- Porez na duvan (Zakon o oporezivanju duvana 1994)
- Akcizni porez na vozila (Zakon o registraciji i oporezivanju vozila)

Istorijski gledano, ove poreze je sakupljao Odbor za akcize, koji se naknadno spojio sa Internim Prihodima (koji su bili zaduženi za skupljanje svih ostalih poreza). Kako bi se borili sa organizovanim kriminalom, izbegavanjem akcize, švercovanjem kao i izbegavanjem poreza Odbor za akcize je ujedinjen sa Carinskim odborom formirao HM Carine i Akcize. U ovakvom kombinovanom obliku, ovaj odbor se isključivo bavio uvozom i izvozom dobara u i iz Ujedinjenog Kraljevstva, a njeni zaposleni su imali veću moć od policije da zaplene, pristupe ili preuzmu robu.
Dana 18. aprila 2005. Carine i Akcize su bili spojeni sa Internim Prihodima kako bi se stvorilo novo odeljenje, HM Prihodi i Carine. Ovo se desilo zbog ogromne razlike u moći između ove dve ustanove, koja je prouzrokovala brojne probleme. Ono što je ostalo od stare organizacije bavi se aspektom skupljanja finansija.

### Sjedinjene Američke Države
U Sjedinjenim Američkim Državama, termin akciza ima barem dva značenja : (A) bilo koji porez, osim poreza na imovinu i poreza po glavi stanovnika ( akciza je indirektni porez u ustavnopravnom smislu ) ili (B) kao porez koji se jednostavno naziva akciza u pogledu jezika zakona, koji nameće taj porez ( akciza u smislu zakonskog prava, koja se ponekad naziva “raznim akcizama” ). Akciza po definiciji A nije uvek nužno ista kao akciza po definiciji B.
Akciza (po definiciji B) je definisana kao “porez nakon proizvodnje, prodaje ili poslovne licence ili prava, za razliku od poreza na imovinu ili prihode“.
Kako federalna, tako i državna vlada ubira porez na robu kao sto su alkohol, motorna goriva, duvanski proizvodi. Zakoni nekih federalnih, ali i državnih vlada nameću akcize, poznate kao porez na dohodak. Iako su federalno akcizne takse geografski uniformne, državne akcize se znatno razlikuju. Oporezivanje predstavlja značajni deo maloprodajnih cena na alkohol i duvanske proizvode.
Lokalne vlasti takođe mogu da uvedu akcize. Na primer, grad Ankoridž na Aljasci, naplaćuje porez na cigarete u iznosu od 1,30 dolara po paketu, koji je iznad federalnog i državnog poreza na akcize. U 2011. godini, američka federalna akciza na benzin je iznosila 18,4 centa po galonu (4,86 L / L) i 24,4 centa po galonu (6,45 L / L) za dizel gorivo.

## Kritike
Kritičari akcize su to protumačili i opisali kao način na koji vlada može da nastavi nepotrebno oporezivanje stanovništva. Prisustvo povraćaja poreza po britanskoj listi akciznih aktivnosti korišćeno je da se podrži ovaj argument, kao rezultat to dovodi do toga da se porezi primenjuju na osobe čak i kada bi inače bili oslobođeni plaćanja drugih vrsta poreza (to je i razlog zbog kojeg se oni kvalifikuju za povraćaj novca uopšte ).
Osim toga, akciza se ponekad udvostručuje sa drugim porezima, a posebno sa carinskim porezima (osim za bescarinske proizvode). Ako se roba kupi u jednoj zemlji i kasnije izvozi u drugu, akciza se mora platiti kada je ta roba proizvedena, a zatim se carina plaća kada ta roba uđe u drugu zemlju; u određenom smislu, ta roba je oporezovana dva puta, iako sa stanovišta druge zemlje, ona se pojavila kao oporezovana roba na granici.
U nekim zemljama, kao što je Velika Britanija, akciza je uglavnom ograničena na luksuznu robu ili robu koja predstavlja rizik po zdravlje ili moral, ali to nije slučaj svuda. Oporezivanje lekova i medicinske opreme bilo je predmet sukoba, pogotovo u zemljama koje su u razvoju, zbog činjenice da to može dovesti do toga da cene lekova i medicinskih postupaka povećaju, čak i kada oni mogu potencijalno spasiti ljudske živote; ovo ponekad primorava zdravstvene radnike da ograniče broj izvršenih operacija.
U nekim zemljama, ilegalna roba je podložna akcizama, a osnova za utaju poreza je kasnije korišćena za krivično gonjenje lidera kriminalnih bandi, kada nije bilo moguće krivično goniti njihove kriminalne aktivnosti. Takođe se tvrdi, da su oporezivanjem zabranjenih supstanci, neke američke države u stanju da ostvare dodatne prihode. U nekim slučajevima, zakonodavstvo otvara mogućnost državi da zatvori oči pred određenim kriminalnim aktivnostima, dopuštajući trgovcima da sačuvaju svoju anonimnost i na taj način omoguće prikupljanje prihoda bez hapšenja počinitelja:
Diler nije dužan da da svoje ime ili adresu prilikom kupovine markica, a odeljenju je zabranjeno da deli bilo kakve informacije koje se odnose na kupovinu markica za lekove.